# Mont Herzl
Pour les articles homonymes, voir Herzl.
Cette page contient des caractères spéciaux ou non latins. S’ils s’affichent mal (▯, ?, etc.), consultez la page d’aide Unicode.
Le mont Herzl (en hébreu Har Herzl, en alphabet hébreu הר הרצל), ou mont de la Mémoire (Har Hazikaron, הר הזכרון), est une colline située à l’ouest de Jérusalem, abritant le cimetière national d'Israël, lieu d'inhumation depuis 1949 de Theodor Herzl (1860-1904), fondateur en 1897 de l'Organisation sioniste mondiale, à l'origine de la création d'Israël (14 mai 1948). On y trouve aussi un cimetière militaire, divers mémoriaux et le musée Herzl. Le mémorial Yad Vashem, la plus importante institution au monde consacrée à la Shoah, est situé à l'ouest du mont Herzl.
Le cimetière national se trouve au point culminant de Jérusalem (834 m d'altitude). La tombe de Herzl et de sa famille se situe au sommet de la colline, sur l'esplanade du Mont Herzl, vaste place où débutent chaque année les cérémonies du Jour de l'indépendance d'Israël. À ses côtés, on trouve les tombes d'autres personnalités importantes, comme Vladimir Jabotinsky, leader du sionisme révisionniste, et de plusieurs premiers ministres et présidents comme Levi Eshkol, Golda Meir ou Yitzhak Rabin.

## Géographie
Le mont Herzl est situé à environ cinq kilomètres à l'ouest de la vieille ville de Jérusalem, à la limite ouest de l'agglomération de Jérusalem (quartiers de Bayit VeGan, Beit Hakerem et Yefe Nof). À l'ouest du mont commence le quartier moins densément peuplé d'Ein Kerem.
Il fait partie des monts de Judée, dont les sommets ont une altitude maximale de 1 026 mètres (mont Halhoul).
Situé au sud de l'autoroute 1 (Tel Aviv-Jérusalem), il est ceinturé par les rues Israël Schuchmann et David Mordechaï.

## Historique
Cette montagne porte le nom de mont Herzl en l’honneur de Theodor Herzl, journaliste juif autrichien, fondateur de l'Organisation sioniste mondiale. Le gouvernement israélien décida en 1951 de créer sur le mont Herzl le cimetière national d'Israël.
En 1949, conformément à sa volonté, la dépouille de Théodor Herzl est exhumée du cimetière juif de Vienne et est transférée en Israël pour être ré-inhumée au sommet du mont qui porte désormais son nom.

## L'esplanade du mont Herzl
Après avoir franchi la grille de l'entrée principale, on pénètre dans le site par un jardin en terrasse qui permet d’accéder à la tombe de Theodor Herzl. L'espace autour du tombeau de Theodor Herzl a été élargi pour célébrer la première cérémonie du Jour de l'Indépendance en 1950. C'est à cet endroit que débutent les cérémonies de la Journée de l'Indépendance d'Israël.

## Le cimetière civil

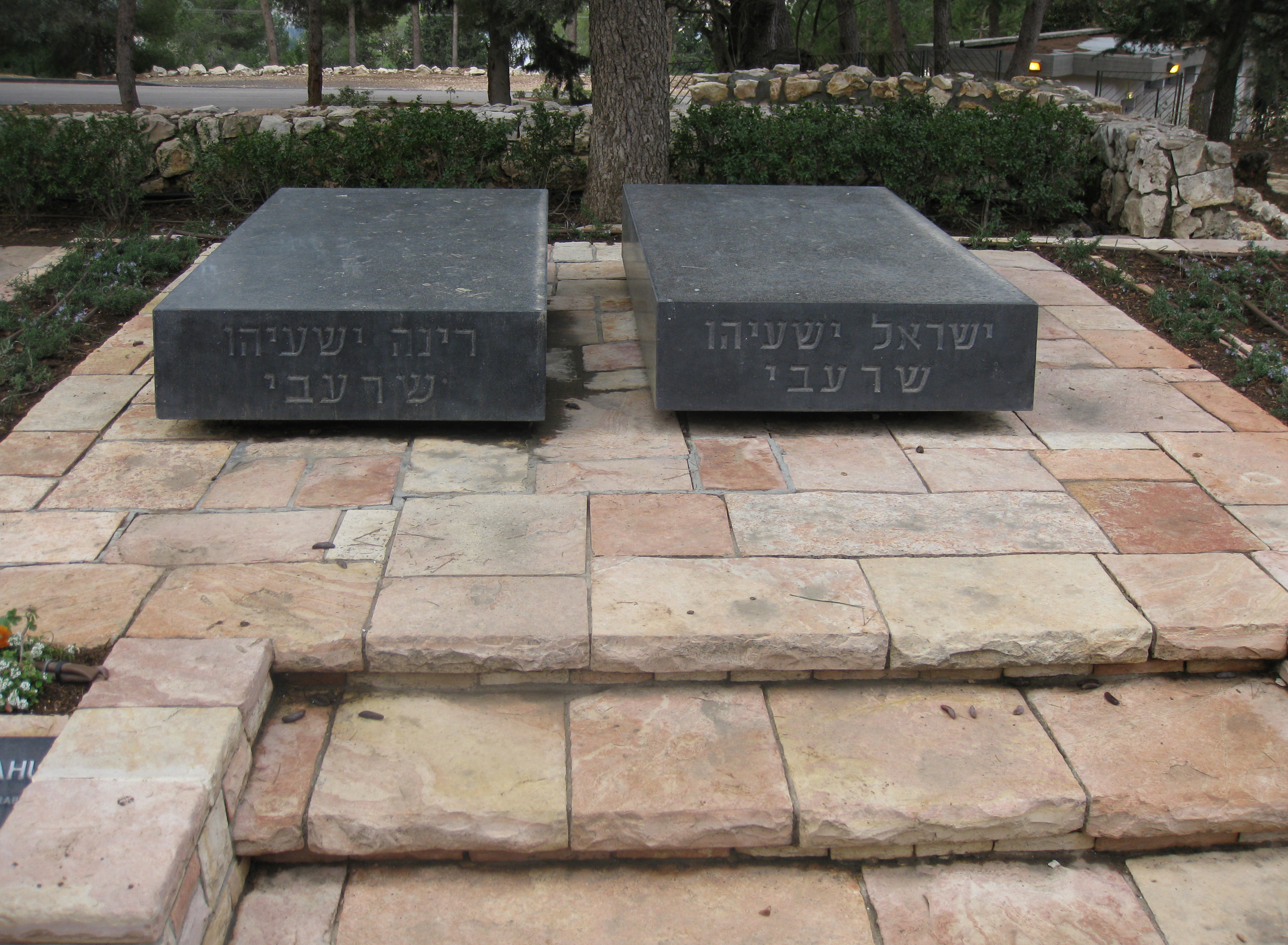
Tombe de Zalman Shazar

Dans ce cimetière, sont situées les sépultures des personnalités du sionisme et de l’État d’Israël. La tombe de Theodor Herzl se trouve au sommet non loin des tombes de Vladimir Jabotinsky et de David Wolffsohn. La plupart des anciens premiers ministres de l’État d’Israël reposent dans le carré des « Grands de la nation » : Levi Eshkol, Golda Meir, Yitzhak Rabin, Itzhak Shamir et Shimon Peres.
Le Musée Herzl à côté de l'entrée principale conserve des documents sur l’histoire du sionisme depuis la fin du XIXe siècle.

## Le cimetière militaire national

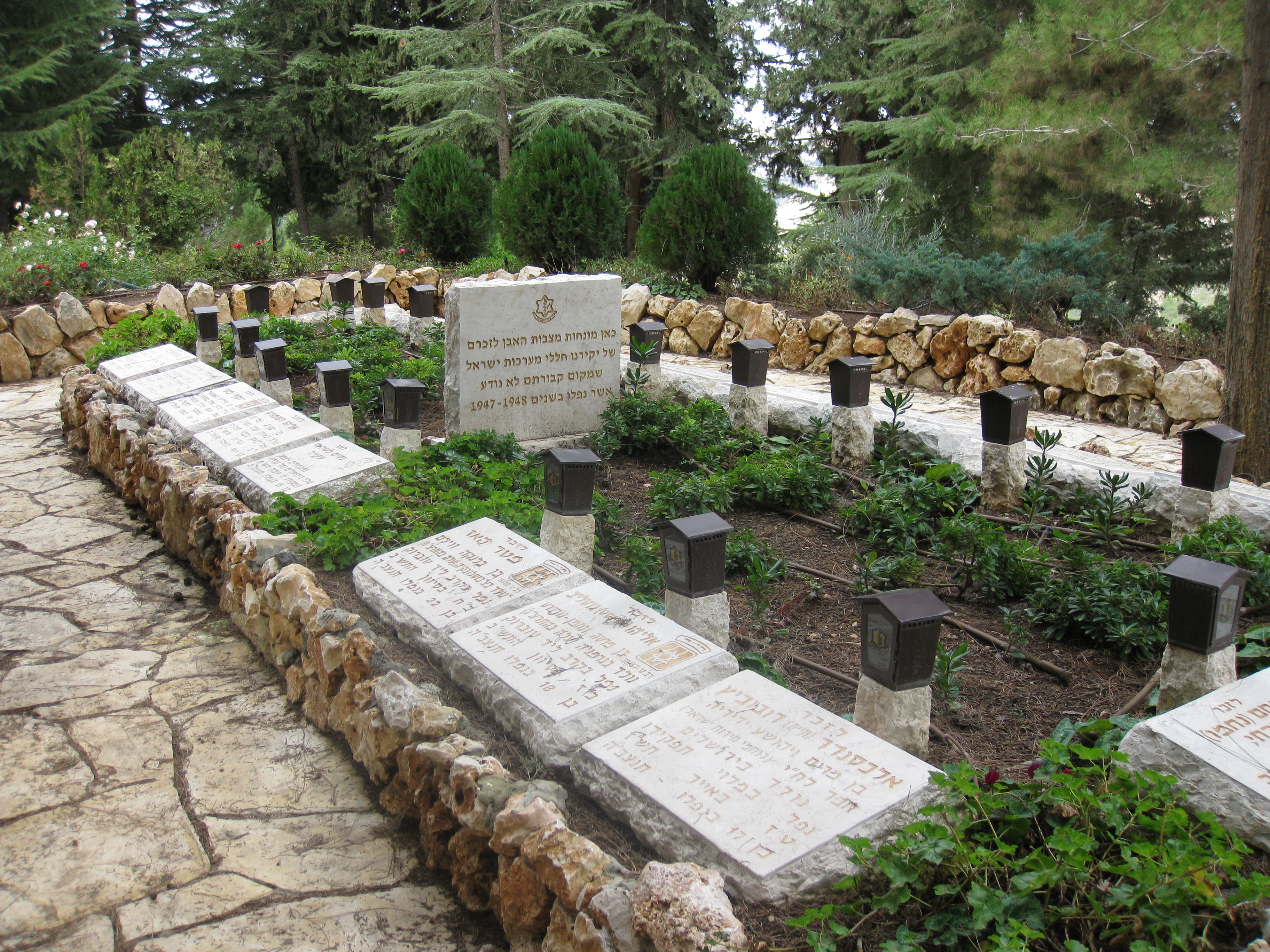
Mémorial des soldats disparus sans sépulture en 1947-1948

C’est le plus important cimetière militaire d’Israël qui ressemble les sépultures de soldats et de policiers tombés pour la défense du territoire israélien. Il est situé sur le versant nord du mont Herzl. 
Dans le cimetière militaire, se trouve une grotte funéraire juive datant de la période du Second Temple découverte en 1954.

### Jardin des soldats disparus en Israël
Le Jardin des soldats disparus est dédié à la mémoire des soldats disparus sans sépulture depuis 1914.

### Mémorial National
Un nouveau mémorial, en forme de torche de 18 mètres de haut, devrait être inauguré en 2015. Y seront inscrits les noms de tous les morts pour la défense du sionisme et d'Israël de 1860 à nos jours. Il abritera la tombe du Soldat inconnu.

## Les mémoriaux
Le mont Herzl abrite plusieurs mémoriaux situés dans le Jardin des soldats disparus, à proximité ou dans le cimetière militaire.

### Mémorial aux victimes d’attentats

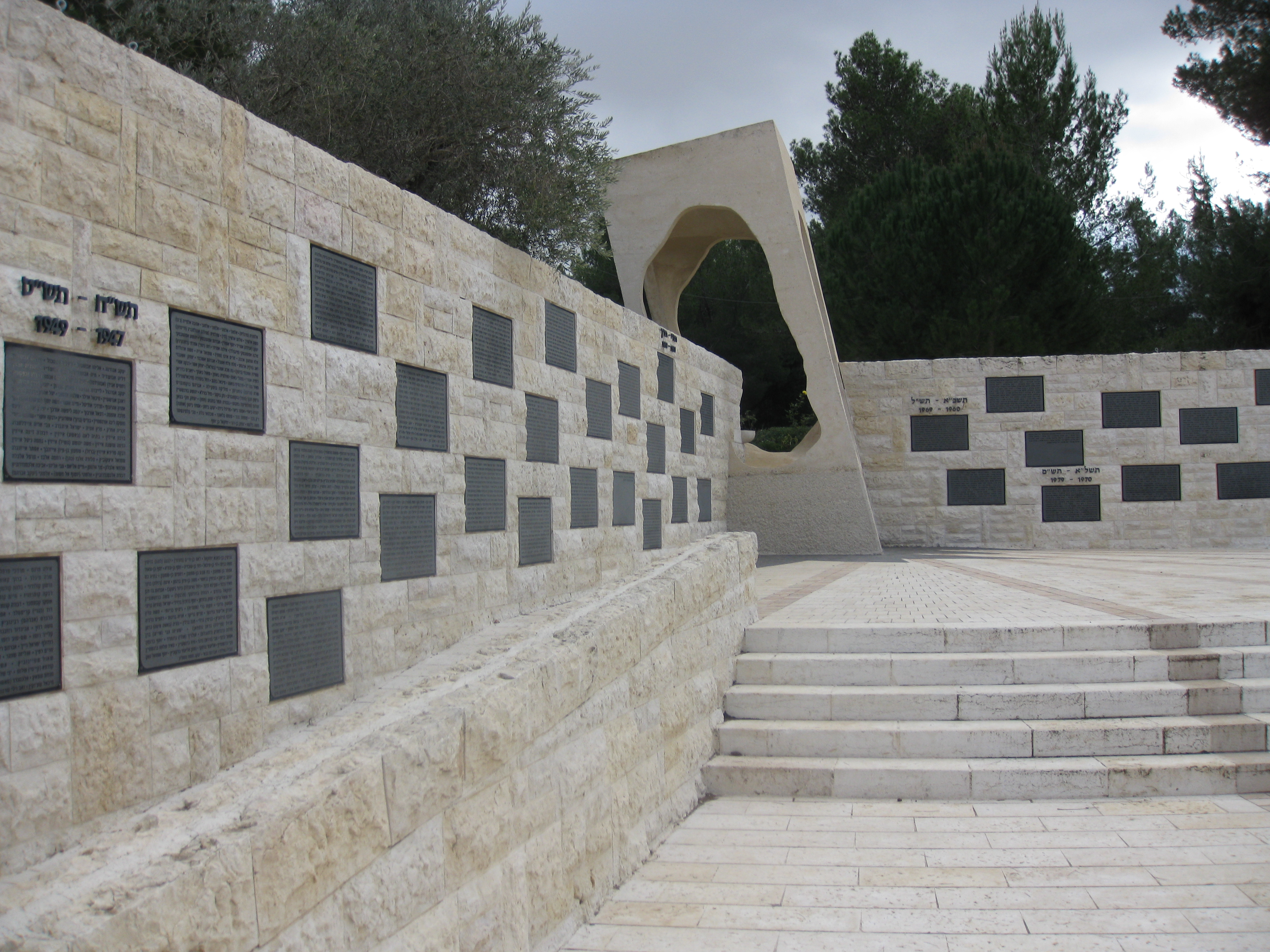
Mémorial pour les victimes du terrorisme en Israël

Le mémorial pour les victimes du terrorisme est le principal mémorial des victimes juives du Yishouv et d'Israël de 1851 à aujourd'hui.

### Mémoriaux de la Seconde Guerre mondiale
- Mémorial aux soldats juifs qui ont combattu pour l'armée russe pendant la Seconde Guerre mondiale
- Mémorial aux soldats juifs qui ont combattu pour l'armée polonaise pendant la Seconde Guerre mondiale
- Mémorial aux soldats juifs qui ont combattu pour l'armée britannique pendant la Seconde Guerre mondiale en Palestine sous mandat britannique.
- Mémorial en l’honneur des 23 commandos du Palmah disparus en Méditerranée en 1941.

### Autres mémoriaux
- Mémorial des marins du sous-marin INS Dakar, disparus en mer Méditerranée en 1969
- Monument des habitants du quartier juif de la vieille ville de Jérusalem tombés en 1948
- Mémorial des juifs éthiopiens assassinés lors de leur émigration vers Israël

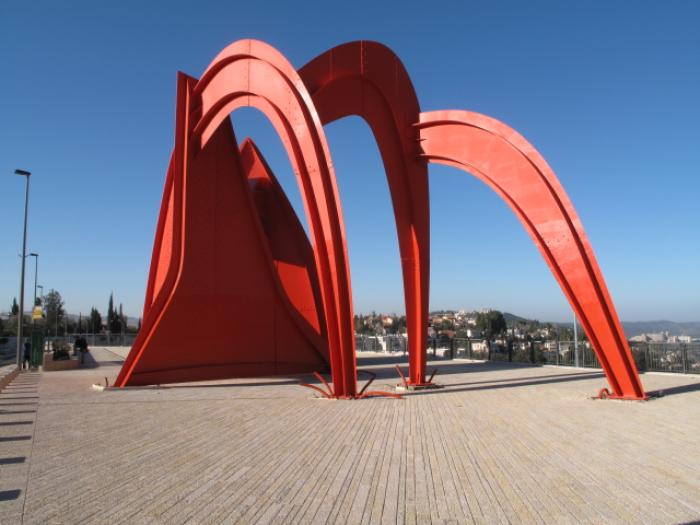
Stabile de Calder « un geste pour Jérusalem » au pied du mont Herzl (à l'angle des rues Kiryat Ha-Yovel et Ein Kerem) - C'est le terminus de la ligne du tramway de Jérusalem